# Kennst Du das Land, wo die Kanonen blühn?
Kennst Du das Land, wo die Kanonen blühn? ist ein Gedicht Erich Kästners, das am 29. Oktober 1927 in der Zeitschrift Das Tage-Buch veröffentlicht wurde. Im Frühjahr 1928 nahm er es in seine erste Gedichtsammlung Herz auf Taille auf, die mit Zeichnungen und Vignetten Erich Ohsers erschien. 
Mit seinen Versen parodierte Kästner das berühmte Lied Kennst du das Land, wo die Zitronen blühn? (Mignon) Johann Wolfgang von Goethes, das die unter Deutschen verbreitete Italiensehnsucht besang. Das Gedicht ist von Kästners pazifistischer und antimilitaristischer Grundhaltung geprägt. Es gehört zu seinen bekanntesten Werken und wurde in zahlreichen Anthologien gedruckt.

## Form und Inhalt
Das Werk umfasst sieben Strophen mit jeweils vier kreuzgereimten fünfhebigen Versen. Anders als in Goethes dreistrophigem Vorbild verzichtet es auf die abschließenden drei Verszeilen des Refrains und weicht mit dem Wechsel von männlicher und weiblicher Endung ebenfalls von Mignon ab. Die erste Strophe lautet:

Kennst Du das Land, wo die Kanonen blühn?

Du kennst es nicht? Du wirst es kennenlernen!

Dort stehn die Prokuristen stolz und kühn

in den Büros, als wären es Kasernen.

## Hintergrund und Entstehung

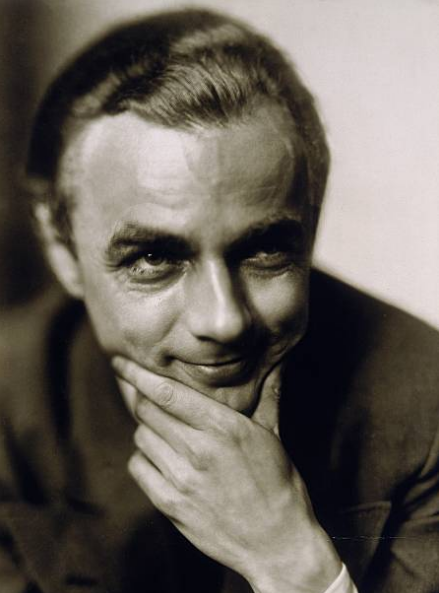
Erich Kästner um 1930

Mit seinen Versen variierte Kästner eines der berühmtesten Gedichte deutscher Sprache, das Lied der androgynen Kindfrau Mignon aus Goethes Bildungsroman, das mit seinen sinnlich-halluzinatorischen Versen als Inbegriff deutscher Lyrik gilt und die unter Deutschen verbreitete Italiensehnsucht besingt, für die Goethe selbst ein Beispiel war. Es war zuerst in Wilhelm Meisters theatralische Sendung erschienen, bevor Goethe es in Wilhelm Meisters Lehrjahre aufnahm, wo es das dritte Buch einleitet.
Von 1924 bis 1929 veröffentlichte Kästner viele seiner satirischen Gedichte in der pazifistischen Wochenschrift Das Tage-Buch. Während der Weimarer Republik entwickelte sich das von Stefan Großmann gegründete Blatt zu einem bedeutenden kritischen Publikationsorgan der Weimarer Republik, erinnerte in seiner Aufmachung an die Weltbühne und wurde bis 1926 zeitweise von Carl von Ossietzky betreut.
Herz auf Taille erschien im Verlag Curt Weller & Co, in dem etwa ein Jahr später auch der Gedichtband Lärm im Spiegel veröffentlicht wurde.
Die Erstausgabe war mit Zeichnungen Erich Ohsers versehen, den Kästner während seiner Zeit als Journalist in Leipzig kennen- und schätzen gelernt hatte und den er als tapsig, übermütig und voller Tatendrang beschrieb. Ohser illustrierte weitere Werke seines Freundes, etwa die Gedichtbände Ein Mann gibt Auskunft und Gesang zwischen den Stühlen, für die er die Vignetten beisteuerte und die Schutzumschläge gestaltete. Mit der zweiten Auflage von Herz auf Taille wurden Ohsers Bilder gestrichen, was Kästner sich damit erklärte, dass der „junge Verleger“ sich der „empörten öffentlichen Meinung, d. h. einflussreichen konservativen Buchhändlern“ habe beugen müssen.
Auch wegen des respektlosen Goethe-Bezugs gehört Kästners Parodie zu seinen bekanntesten Werken und verdeutlicht seine Haltung gegenüber der literarischen Tradition. Das Werk, das er in einer Fernsehaufzeichnung selbst vortrug, ist mit weiteren Texten verbunden, die seine antimilitaristische Haltung ebenfalls zeigen. Kästner war während des Ersten Weltkrieges nicht an der Front, hatte aber einige Klassenkameraden, die dort fielen. Er wählte seine Textbezüge aus einer kulturgeschichtlichen Epoche, die Ende des 19. Jahrhunderts als Gipfel der Kunst und Humanität idealisiert wurde. Der bedeutenden Phase bis zur Romantik folgten mehrere Kriege, welche die aufkommende Stärkung der Militärmacht Preußens etwa in den Auseinandersetzungen von 1864 und 1866 zeigten.
Mehrfach reflektierte er die Stellung seiner eigenen Lyrik, in der sich Affekte gegen das idealistische Gedicht und die Klassiker der Literatur erkennen lassen. Sein Werk kann als kritische Reaktion auf die Epoche des Expressionismus verstanden werden. Die während der Weimarer Republik verfassten Gedichte lesen sich stellenweise wie Gegenentwürfe zum expressionistischen Pathos, auf das er mit einer Mischung aus tradierter lyrischer Sprache und markant sachlichen Ausdrucksformen reagierte. Seine nüchtern erscheinenden, von ihm selbst der „Gebrauchslyrik“ zugerechneten Verse werden der Neuen Sachlichkeit zugeordnet, orientieren sich häufig am Alltagsjargon und scheuen auch pointierte Schlussformeln nicht, die in schlichte Witze, Nonsens und Kalauer abgleiten können.

## Deutung
Nach Auffassung Rüdiger Bernhardts griff Kästner auf die Mignon-Verse zurück, um den Verfall des deutschen Geistes zu beschreiben. War für den berühmtesten deutschen Dichter und andere kultivierte Zeitgenossen Italien Ziel künstlerischer und lebenspraktischer Bildung, erscheint in der neuen Version ein geistfeindliches, durchmilitarisiertes Deutschland, das sich nicht mehr nach Kunst und Schönheit sehnt, sondern sich für Waffen, Krieg und Militär begeistert. Bereits die sprichwörtliche Redewendung „Du wirst es kennenlernen!“ der zweiten Zeile wirke mit dem Ausrufezeichen und dem Bezug auf das veränderte Land nun äußerst bedrohlich.
Kästner hatte schon vor dem Ersten Weltkrieg Eindrücke gesammelt, die sein Leben und seine Weltsicht prägten. So erschien ihm die Ausbildung am Lehrerseminar in Dresden kasernenmäßig und erinnerte an Übungen auf dem Exerzierplatz. In seiner Abhandlung Zur Entstehungsgeschichte des Lehrers (1946) beschrieb und kritisiert er die dortigen Methoden, wodurch einige der im Gedicht verwendeten Begriffe beleuchtet werden. So mussten die Schüler „rückartig stehen“ bleiben, wenn sie einem Professor begegneten und strammstehen oder wurden gezüchtigt.
In der ersten Strophe nahm er ein weiteres Werk aus der Blütezeit der Kunst und Philosophie aufs Korn, das Lied An der Saale hellem Strande des Kunsthistorikers Franz Kugler. Während dort „stolze und kühne“ Burgen am Ufer der Saale stehen, sind es mit den „Prokuristen“ nun Kaufleute und gehobene Verwaltungsangestellte in Büros.
Für Werner Schneyder waren Gedichttitel und erste Zeile treffende Beispiele satirischer Methodik. Der Ärger über die Entweihung der „klassischen Zeile“ werde durch das Wort „Kanonen“ noch verstärkt, während der stimmige Wortlaut der Parodie entweder „schäumend oder betroffen“ mache.